# N246 (België)
De N246 is een gewestweg in België tussen Tubeke (N6) en Waterloo (N5). De weg heeft een lengte van ongeveer 16 kilometer. De weg heeft twee rijstroken voor beide rijrichtingen samen. Alleen in Tubeke is een stukje eenrichtingsverkeer.

## Plaatsen langs N246
- Tubeke
- Klabbeek
- Nidérand
- Kasteelbrakel
- Woutersbrakel
- Mont-Saint-Pont
- Waterloo